# HEAT (金賢重單曲)
《HEAT》是金賢重在2012年7月4日於日本發行的第二張個人單曲。

## 單曲概述
- 與前作「KISS KISS/Lucky Guy」相隔約6個月發行之單曲。
- 本作從2012年5月1日起接受預約。分為初回限定盤A、初回限定盤B、初回限定盤C、初回限定盤D和通常盤，五種版本。AB和通常盤收錄兩首新曲HEAT/Let's Party，CD盤則收錄HEAT一曲。

| 版本 |                                                                                         |
| 初回限定盤A（CD+DVD）1600日圓 | CD: 1. HEAT 2. Let's Party 3. HEAT TV Mix 4. Let's Party TV Mix DVD: Music Video "HEAT" |
| 初回限定盤B（CD+DVD）1600日圓 | CD: 1. HEAT 2. Let's Party DVD: Music Video "Let's Party"                               |
| 初回限定盤C（CD+初回完全限定封入特典入）1000日圓 | CD: 1. HEAT 2. HEAT TV Mix                                                              |
| 初回限定盤D（CD/スペシャル・プライス）500日圓 | CD: 1. HEAT 2. HEAT TV Mix                                                              |
| 通常盤（CD）1200日圓 | CD: 1. HEAT 2. Let's Party 3. HEAT TV Mix 4. Let's Party TV Mix                         |
| 贈品：⒈初回限定盤C（貼紙及隨機封入照片卡2枚）⒉初回限定盤A/B、通常盤（各不同款A2海報） ⒊初回限定盤A/B/C、通常盤（凡購買任3張抽文件夾一套兩個〈圖案不同〉） |                                                                                         |

- 本作音源先行於2012年6月29日在RecoChoku及其他音源發佈網站公開。
- 本作另於2012年7月13日由台灣環球音樂發行台壓雙版本（HEAT 初回限定盤A CD+DVD、HEAT 初回限定盤ABCD+DVD）[4]。

### 音樂錄影帶

鬧鐘電視 新聞截圖

- 2012年5月26日，金賢重於首爾廣壯洞(AX-KOREA)舉行的樂天免稅店 FanMeeting中透露隔日5月27日進行《HEAT》Music Video的拍攝。幾日後因拍攝畫面遭群眾演員外洩至網路，已擇日進行重拍作業。
- 2012年6月14日，日本富士電視台晨間新聞《鬧鐘電視》播放娛樂新聞時公開《HEAT》音樂錄影帶片段畫面，畫面中金賢重化身搖滾樂團主唱搭配著真實的搖滾樂隊站上近500名聽眾團團包圍的舞台中盡情的演唱著新曲，展現了新鮮的“玩樂團的金賢重”樣貌[5][6]，官方預告亦於YOUTUBE公開[7]。MV中金賢重所引領的樂團為韓國人氣搖滾團體-Downhell。
- 台灣CHANNEL[V]頻道於2012年7月12日至7月14日兩日首播《HEAT》完整版Music Video。
- 另《Let's Party》完整版Music Video於2012年7月4日通過日本Space Shower TV、MUSIC ON! TV等頻道公開。

### 造型
- 本作造型，從首張專輯的溫柔男子，變身為堅毅男人。6月4日公開的五版本單曲封面照，透出自信滿滿的眼神，而裸露的結實腹肌和臂膀，更散發出強烈的男性魅力，預告了金賢重此次不同於以往的吸引力。

## 曲目
| 曲序 | 曲目                  |              | 作曲                      | 编曲       | 製作人     | 时长 |
| ---- | --------------------- | ------------ | ------------------------- | ---------- | ---------- | ---- |
| 1.   | HEAT                  | 稻葉浩志     | 松本孝弘                  | 寺地秀行   | B'z        | 4:10 |
| 2.   | Let's Party           | Kim Ji Hyang | STEVEN LEE，Jimmy Richard | STEVEN LEE | STEVEN LEE | 3:46 |
| 3.   | HEAT（TV mix）        |              |                           |            |            | 4:10 |
| 4.   | Let's Party（TV mix） |              |                           |            |            | 3:43 |

### 曲目介紹
1. HEAT
  - 由日本搖滾組合B'z提供歌曲，是B'z出道24年以來首次共同提供詞曲。組合主唱稻葉浩志擔當作詞，吉他手松本孝弘擔當作曲。B'z不僅提供了歌曲，亦直接參與歌曲錄製，稻葉浩志擔任和聲，松本孝弘親自演奏吉他[8][9]。
  - 本作主打歌曲《HEAT》結合了適合夏季令人情緒奔放的旋律與朗朗上口的歌詞。稻葉的高亢嗓音與賢重甜美的音色交疊誕生出絕妙地調和，被稱為「如泣的吉他」（泣きのギター）的松本所演奏出的獨特曲調更為樂曲增添色彩[10]。
2. Let's Party
  - 由從SS501時期就已長期合作的作曲家Jimmy Richard及STEVEN LEE和作詞人Kim Ji Hyang共同製作的曲目，以輕快的夏日風情傳遞對戀人的滿溢愛情，再搭配上賢重的可愛笑容和俏皮的舞蹈動作更加令人沉溺於甜蜜的氛圍。

## 活動紀錄

### 宣傳
- 2012年7月1日，NHK綜合《MUSIC JAPAN》
- 2012年7月4日，富士電視系列《NON STOP!》
- 2012年7月6日，NTV《HAPPY MUSIC（日语：ハッピーMusic）》
- 2012年8月20日，富士電視台《HEY！HEY！HEY！》

### 活動
- 2012年7月3日於東京台場Palette town舉辦『購入CD者握手會』[11]
- 2012年7月4日於台場Diver City東京Festival廣場舉行Live「LET'S PARTY」的『露天游擊音樂會』[12]
- 2012年7月5日非公開行程『突擊 Tsutaya、Tower Records澀谷店、銀座山野楽器總店』留下簽名
- 2012年7月7日於大阪湊町River Place舉辦『限定購入CD者握手會』
- 2012年7月8日於名古屋Sunshine Sakae B1F Grand Canyon廣場、中央公園入口處、綠洲21舉行Live『露天游擊Showcase』
- 2012年7月14日與日本音樂人NAOTO INTI RAYMI攜手合作於日本埼玉超級體育館舉辦兩場名為『金賢重與NAOTO INTIRAY 「DOUBLE FANTASISTA」』的公演[13]
- 2012年7月15日另一次購齊五種版本免費參與金賢重於與上述同場地舉行的『Kim Hyun Joong HEAT 2012 in JAPAN二單販售紀念會』，名額3萬2000人次[8][14][15]。上午場次綵排途中因喉嚨不適前往就醫，導致延遲1個小時開演，隨後演唱「如果妳也和我一樣」前淚灑舞台

### 展覽
- 二單“HEAT”發售紀念巡迴展覽

| 日期                | 地點                | 內容                             |
| 2012年7月2日 - 08日 | HMV SPOT表參道      | 真人大小櫥窗展示                 |
| 2012年7月3日 - 16日 | Tower Records澀谷店 | 服裝展示（HEAT MV中服飾）        |
| 2012年7月3日 - 16日 | 銀座山野楽器總店    | 服裝展示（Let's Party MV中服飾） |
| 2012年7月3日 - 09日 | SHIBUYA TSUTAYA     | 入口櫥窗展示公告                 |

## 銷售成績
2012年7月4日發行的金賢重日本第二張單曲「HEAT」在9月10日付Oricon單曲周榜上，即2012年發售的K-POP單曲中，無論是SOLO歌手還是組合歌手中，都是首張破200,580張的單曲。並在7月16日付Oricon單曲周榜上初次登場就斬獲一位，是海外SOLO歌手史上第五人，及8月10日日本唱片協會發表的七月份single/專輯名單中獲得金唱片獎，奠定金賢重2012年在日本音樂界的成績。
RecoChoku
- 來電鈴聲
  - 統計日期：2012年6月27日 - 2012年7月3日，週榜 第6位[18]。
  - 統計日期：2012年7月3日 - 2012年7月10日，週榜 第15位[18]。

dwango
- 2012年7月
  - 月間K-POP全曲原唱鈴聲排行榜，HEAT 第1位，Let's Party 第4位。
  - 月間K-POP原唱鈴聲排行榜，HEAT 第1位，Let's Party 第7位。
- 2012年年間K-POP Life 鈴聲下載排行榜，HEAT 第5位。

Sound Scan
- 2012年7月9日，週間排行榜，統計日期：2012年7月2日 - 2012年7月8日[19]
  - 初回限定盤A，第5位，銷量為24,312
  - 初回限定盤B，第7位，銷量為20,203
  - 初回限定盤D，第8位，銷量為19,122
  - 普通盤，第12位，銷量為14,884
  - 初回限定盤C，第13位，銷量為13,551

(合計：92,072)
Tower Record
- 2012年5月23日，預購銷量排行各佔第1、2、4、5、6位[1]。
- 2012年7月3日，涉谷店 單曲日排行普通盤第1位。7月4日，第2位。
- 2012年7月2日 - 2012年7月8日，全店綜合銷量週榜普通盤 第2位。

Oricon
- 2012年7月3日，單曲日榜第1位，銷量為137,774[2][20]。

07月4日，第3位，銷量為15,428。07月5日，第3位，銷量為7,858。07月6日，第2位，銷量為5,022。07月7日，第1位，銷量為12,306。
- 2012年7月10日，單曲週榜第1位，統計時間：2012年7月2日 - 08日，總計銷量為183,478[22][23]。
- 2012年8月6日，年榜TOP50 第20位，銷售195,690。
- 2012年7月月間，CD單曲排行榜第3位，銷售196,850[24]。
- 2012年9月3日，年榜TOP100 第22位，銷售199,789。
- 2012年年間，CD單曲排行榜第31位，銷售202,672[25]。

Billboard JAPAN
- 2012年7月16日，Billboard Japan Hot 100週間排名第2位[26]
- 2012年7月16日，Billboard JAPAN 熱門單曲銷售排名第2位[27]

五大唱片
- 日韓榜 第29週 統計日期：2012年7月13日 - 2012年7月19日，週榜 第2位，銷售佔比 3.9

G-music
- 綜合榜 第28週 統計日期：2012年7月13日 - 2012年7月19日，週榜 第7位，銷售佔比 1.88
- 東洋榜 第28週 統計日期：2012年7月13日 - 2012年7月19日，週榜 第2位，銷售佔比 11.54
- 外語榜 第28週 統計日期：2012年7月13日 - 2012年7月19日，週榜 第2位，銷售佔比 6.76

Channel[V] thailand
- All Asian Chart[30]
  - 「HEAT」最高位置第1位，在榜週數8回
  - 「Let’s Party」最高位置第1位，在榜週數6回

### 榮獲獎項
| 年份 | 授獎機構                                | 獎項              | 提名作品 | 結果 |
| ---- | --------------------------------------- | ----------------- | -------- | ---- |
| 2012 | Tower Records K-POP LOVERS! AWARDS 2012 | 專輯&單曲部門大賞 | HEAT     | 大賞 |

## 發行歷史
| 地區 | 發行日期      | 發行商   | 形式   | 版本                      |
| ---- | ------------- | -------- | ------ | ------------------------- |
| 日本 | 2012年7月4日  | 環球音樂 | CD+DVD | 初回限定盤A/B/C/D、普通盤 |
| 臺灣 | 2012年7月13日 | 環球音樂 | CD+DVD | 初回限定盤A/B             |

## 外部連結
- 金賢重公司KEYEAST官網
- 金賢重個人韓國官方網站（页面存档备份，存于）
- 金賢重個人日本官方網站（页面存档备份，存于）
- 金賢重日本環球官網（页面存档备份，存于）
- 金賢重官方YOUTUBE頻道（页面存档备份，存于）
- SS501韓國官方網站